# Vyšný Slavkov
Vyšný Slavkov (deutsch Oberschlauch, ungarisch Felsőszalók) ist eine Gemeinde im Osten der Slowakei mit 258 Einwohnern (Stand 31. Dezember 2024). Sie gehört zum Okres Levoča, einem Kreis des Prešovský kraj, sowie zur traditionellen Landschaft Zips.

## Geografie

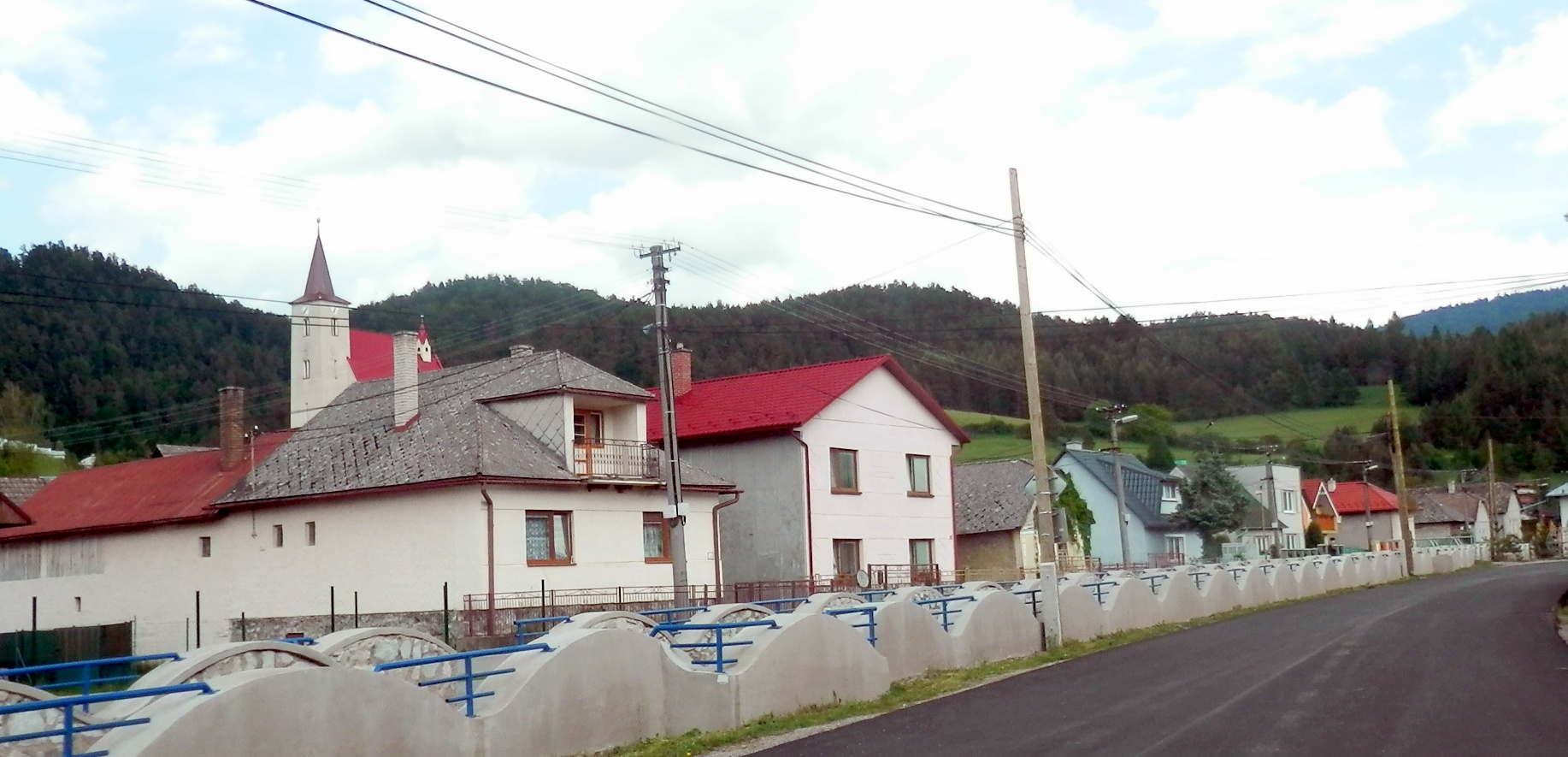
Blick entlang der Hauptstraße von Vyšný Slavkov

Die Gemeinde befindet sich zwischen den Leutschauer Bergen und dem Braniskogebirge im Tal des Baches Slavkovský potok. Das Ortszentrum liegt auf einer Höhe von 561 m n.m. und ist 19 Kilometer von Spišské Podhradie sowie 32 Kilometer von Levoča entfernt.
Nachbargemeinden sind Nižný Slavkov im Norden, Lipovce im Osten, Poľanovce im Süden und Bijacovce im Westen.

## Geschichte

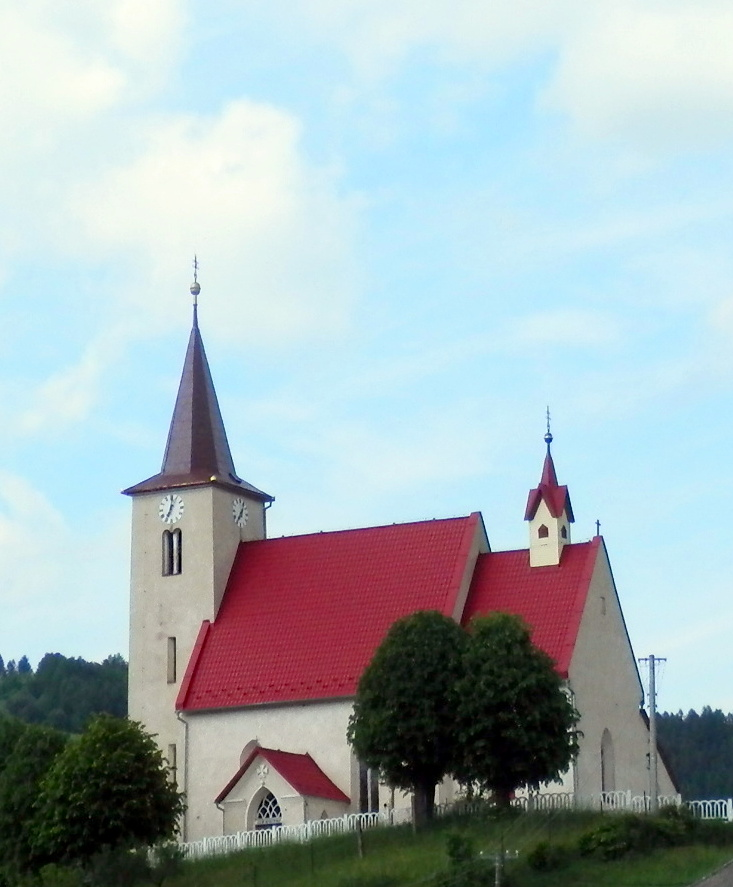
Kirche im Ort

Auf dem heutigen Gemeindegebiet gab es eine Höhensiedlung der Puchauer Kultur.
Die erste schriftliche Erwähnung der Gegend stammt aus dem Anfang des 13. Jahrhunderts, der Ort selbst wurde zum ersten Mal 1347 als Wzalouk beziehungsweise Owzalouk schriftlich erwähnt. Den Namen (wörtlich „Altes Zalouk“) trug die Ortschaft zur Unterscheidung vom heutigen Ort Nižný Slavkov. Das Dorf war Besitz der Familie Polyankai, später verschiedener Familien des niederen Adels. 1828 zählte man 89 Häuser und 644 Einwohner.
Bis 1918 gehörte der im Komitat Zips liegende Ort zum Königreich Ungarn und kam danach zur Tschechoslowakei beziehungsweise heute Slowakei.

## Bevölkerung
| Jahr                | 1994 | 2004    | 2014     | 2024    |
| ------------------- | ---- | ------- | -------- | ------- |
| Anzahl der Personen | 358  | 336     | 284      | 258     |
| Unterschied         |      | −6,14 % | −15,47 % | −9,15 % |

| Jahr                | 2023 | 2024    |
| ------------------- | ---- | ------- |
| Anzahl der Personen | 263  | 258     |
| Unterschied         |      | −1,90 % |

Gemäß der Volkszählung 2011 wohnten in Vyšný Slavkov 307 Einwohner, davon 284 Slowaken und ein Tscheche. 22 Einwohner machten keine Angabe zur Ethnie.
273 Einwohner bekannten sich zur römisch-katholischen Kirche und zwei Einwohner zur griechisch-katholischen Kirche. Zwei Einwohner waren konfessionslos und bei 30 Einwohnern wurde die Konfession nicht ermittelt.

## Bauwerke
- Römisch-katholische Erzengel-Michael-Kirche im pseudogotischen Stil aus dem Jahr 1884. Im Inneren der Kirche ist teilweise die Ausstattung von älteren Kirchen untergebracht